# Municipio de Kensett (Iowa)
El municipio de Kensett (en inglés: Kensett Township) es un municipio ubicado en el condado de Worth en el estado estadounidense de Iowa. En el año 2010 tenía una población de 473 habitantes y una densidad poblacional de 5,05 personas por km².

## Geografía
El municipio de Kensett se encuentra ubicado en las coordenadas 43°23′14″N 93°12′14″O / 43.38722, -93.20389. Según la Oficina del Censo de los Estados Unidos, el municipio tiene una superficie total de 93.71 km², de la cual 93,61 km² corresponden a tierra firme y (0,11 %) 0,1 km² es agua.

## Demografía
Según el censo de 2010, había 473 personas residiendo en el municipio de Kensett. La densidad de población era de 5,05 hab./km². De los 473 habitantes, el municipio de Kensett estaba compuesto por el 98,94 % blancos, el 0,63 % eran asiáticos, el 0,21 % eran de otras razas y el 0,21 % eran de una mezcla de razas. Del total de la población el 0,42 % eran hispanos o latinos de cualquier raza.